# Manfred Braschler
Manfred Braschler (ur. 8 października 1958 w Imst, zm. 2 sierpnia 2002 w Goldach) – urodzony w Austrii były szwajcarski piłkarz, w trakcie kariery piłkarskiej grający na pozycji napastnika.

## Kariera piłkarska

### Klub
Braschler rozpoczynał profesjonalną piłkarską karierę w austriackim SSW Innsbruck. W 1982 roku wyjechał do Szwajcarii, przez siedem sezonów występował w FC Sankt Gallen, a następnie był graczem FC Chur 97.

### Reprezentacja
Po przyjęciu szwajcarskiego obywatelstwa w latach 1982–1985 Braschler rozegrał 22 mecze w reprezentacji Szwajcarii. W kadrze zadebiutował 27 października 1982 roku w towarzyskim meczu przeciwko reprezentacji Włoch.